# Новий Деркеуць
Новий Деркеуць (рум. Dărcăuţii Noi) — село в Молдові у Сороцькому районі. Входить до складу комуни, центром якої є село Деркеуць.
| Молдова | Це незавершена стаття з географії Молдови. Ви можете допомогти проєкту, виправивши або дописавши її. |

1. ↑  Nicu V. Localitățile Moldovei în documente și cărți vechi: îndreptar bibliografic. Volumul 1: A-L — Chișinău: Universitas, 1991. — 508 с. — ISBN 5-362-00841-2